# فلاویو لوپز
فلاویو لوپز (به پرتغالی: Flávio Emanuel Lopes Paixão؛ زادهٔ ۱۹ سپتامبر ۱۹۸۴) بازیکن سابق فوتبال اهل پرتغال است که در پست مهاجم بازی می‌کرد.
مارکو، برادر دوقلوی او نیز بازیکن فوتبال بوده و ۵ دقیقه بزرگتر از فلاویو است.

## دوران حرفه‌ای

### نخستین تیم‌ها
پایشائو کار خود را در حرفهٔ فوتبال با بازی در تیم‌های ردهٔ پایین لیگ کشورهای پرتغال و اسپانیا آغاز کرد. او ابتدا به عضویت تیم شهر زادگاهش، سسیمبرا درآمد و سپس به ترتیب برای تیم‌های پورتو ب، ویانوونس، رئال خائن و بنیدورم بازی کرد.
فلاویو در فصل ۰۷–۲۰۰۶، با به ثمر رساندن ۱۰ گل، بهترین گلزن ویانوونس لقب گرفت؛ اما نتوانست مانع سقوط تیمش به دستهٔ پایین‌تر شود. او در اسپانیا، فقط در تیم‌های سگوندا دیویژن بی بازی کرده‌است.

#### بازی در مقابل بارسلونا
لوپز در فصل ۰۹–۲۰۰۸ همراه با تیم بنیدورم در رقابت‌های کوپا دل ری، در دو دیدار رفت و برگشت، در مقابل تیم بارسلونا به میدان رفت. در بازی رفت که در ۲۸ اکتبر ۲۰۰۸ و در ورزشگاه خانگی بنیدورم برگزار شد، بارسلونا با گل بویان، با نتیجهٔ ۱–۰ برندهٔ بازی شد و در بازی برگشت نیز که در ۱۲ نوامبر و در ورزشگاه نیوکمپ انجام گرفت، بازی با تک گل لیونل مسی پایان یافت. در مجموع دو دیدار، تیم بارسلونا با نتیجهٔ ۲–۰، راهی مرحلهٔ بعد شد.

### همیلتون آکادمیکال
لوپز در ۶ اوت ۲۰۰۹، با امضای قراردادی به همراه برادر دوقلویش مارکو، به عضویت باشگاه همیلتون آکادمیکال در لیگ برتر اسکاتلند درآمد. فلاویو با این باشگاه در طول ۲ فصل، ۵۵ بازی رسمی در لیگ برتر فوتبال اسکاتلند انجام داده و ۸ گل وارد دروازهٔ حریفان کرد.
او در ۱۴ آوریل ۲۰۱۱، به همراه برادرش از این تیم جدا شد.

### تراکتورسازی
فلاویو در ۹ مرداد ۱۳۹۰، به عضویت باشگاه تراکتورسازی تبریز در لیگ برتر فوتبال ایران درآمد.
این بازیکن در پایان فصل ۹۱–۱۳۹۰ با ۱۰ گل، بیشترین آمار گل زده را در بین هم‌تیمی‌هایش در باشگاه تراکتورسازی داشته‌است. همچنین در این فصل، عنوان بهترین بازیکن این تیم را به انتخاب کاربران سایت گل به دست آورد.
برادرش، مارکو نیز در نیم‌فصل به تیم نفت تهران در لیگ ایران پیوسته و در پایان فصل از نفت جدا شد.

## افتخارات
باشگاهی
- نائب قهرمانی لیگ برتر فوتبال ایران ۹۱-۹۰ به همراه باشگاه تراکتورسازی تبریز
- نائب قهرمانی لیگ برتر فوتبال ایران ۹۲–۱۳۹۱ به همراه باشگاه تراکتور سازی تبریز